# Il suono delle idee... 1963 - 1993
Il suono delle idee... 1963 - 1993 è il video realizzato dai Nomadi in occasione del trentennale dalla fondazione del gruppo.

## Formazione
- Augusto Daolio: Voce
- Beppe Carletti: Tastiere
- Dante Pergreffi: Basso
- Cico Falzone: Chitarra
- Daniele Campani: batteria e Percussioni
- Elisa Minari: Basso
- Francesco Gualerzi: Sax
- Danilo Sacco: Chitarra ritmica

## Canzoni
1. Suoni
2. Gli aironi neri (Video)
3. Canzone per un'amica
4. Dio è morto
5. Un giorno insieme
6. Un bersaglio al centro
7. Il paese
8. Ma che film la vita
9. Ma noi no (Video)
10. Io vagabondo
11. Lontano
12. Il paese delle favole
13. Un figlio dei fiori non pensa al domani
14. I ragazzi dell'olivo
15. Mercanti e servi
16. Salvador
17. Tutto a posto
18. Il fiume
19. Contro Inedita
20. Riverisco
21. Ad est ad est Inedita